# Lauderdale, Minnesota
Lauderdale là một thành phố thuộc quận Ramsey, tiểu bang Minnesota, Hoa Kỳ. Năm 2010, dân số của thành phố này là 2379 người.

## Dân số
- Dân số năm 2000: 2364 người.
- Dân số năm 2010: 2379 người.